# おおかみ座GQ星
おおかみ座GQ星 は、おおかみ座に属するTタウリ型星であり、太陽からの距離はおよそ500光年である。この星は若く、質量も太陽の70%ほどである。

## 惑星を持つ可能性
2005年、ドイツイエナ大学のRalph Neuha"userらは、GQ星のまわりに恒星質量以下の質量をもつ伴星の存在を報告した。おおかみ座GQ星bと呼ばれるこの伴星は2M1207bなどと並んで、直接撮像で撮影された最初の太陽系外惑星候補天体のひとつである。この観測はヨーロッパ南天天文台の超大型望遠鏡VLTを用いて2004年6月25日に行われた。太陽系外惑星は木星質量の13倍以下であるとされているが、この伴星の質量は木星質量の3倍から42倍と見積もられており、太陽系外惑星である可能性とそれよりも質量の大きな褐色矮星である可能性の両方が指摘されている。 2006年現在、国際天文学連合太陽系外惑星ワーキンググループはこの伴星を『若い星に付随する惑星の可能性のある天体』と記述している。
| 名称 | 質量    | 主星との距離 （天文単位） |
| b    | 1-42 MJ | 103 ± 37                  |